# Tharra metallica
Tharra metallica är en insektsart som beskrevs av Henry Fairfield Osborn 1934. Tharra metallica ingår i släktet Tharra och familjen dvärgstritar. Inga underarter finns listade i Catalogue of Life.